# Wienklassicism
Wienklassicism är en musikalisk stilbenämning på den period inom klassisk musik som präglades av framför allt Joseph Haydns och Wolfgang Amadeus Mozarts insatser. Man brukar också räkna Ludwig van Beethoven dit, eller åtminstone hans tidigare verk. Hans senare verk brukar räknas till romantiken; ibland också Franz Schuberts.
Wienklassicismen anses alltså omfatta ungefär senare hälften av 1700-talet och in på första hälften av 1800-talet. Benämningen kommer ifrån att de nämnda tonsättarna huvudsakligen var bosatta i Wien. Styckena komponerades ofta med en framträdande melodistämma istället för som tidigare med flera likvärdiga melodistämmor. Verken indelades dessutom i block som med olika sinnesstämningar vägde mot varandra. Under denna period utvecklades den "moderna" symfonin och orkestern fick sitt nuvarande utseende.
Enligt sonatformen, som uppkom under klassicismen, skall första satsen vara konstruerad på följande vis. Den består av tre delar: exposition, genomföring och återtagning. Expositionen presenterar två teman (melodier) som vi kan kalla A och B. I genomföringen skall kompositören använda A och B så finurligt och fantasirikt som möjligt. I genomföringen avslöjar alltså kompositören sin eventuella skicklighet. Återtagningen är som namnet säger helt enkelt en upprepning av expositionen. Som avslutning på denna sats brukar man göra en coda. Coda betyder svans och är en liten avslutning.
De mest kända kompositörerna under Wienklassicismen är Haydn, Mozart och Beethoven. I Sverige utmärker sig Joseph Martin Kraus (tyskt ursprung) och Johan Wikmanson.